# Jammu
Jammu (Dogri: जम्मू Jammū, Urdu: جموں Jammū̃) ist nach Srinagar die zweitgrößte Stadt (seit 2000 Municipal Corporation) im indischen Unionsterritorium Jammu und Kashmir.
Sie hat auf einer Fläche von 20 km² rund 500.000 Einwohner, 650.000 in der Agglomeration (Volkszählung 2011), und befindet sich auf 305 m Höhe. Die Hauptumgangssprache unter der Bevölkerung ist Dogri.
Von November bis April dient sie wegen ihres günstigeren, wärmeren subtropischen Klimas als „Winterhauptstadt“ und Sitz der Regierung von Jammu und Kashmir. Die Stadt ist ein wichtiger Eisenbahn- und Transportknoten und besitzt zahlreiche hinduistische Tempelanlagen. Die Stadt wird tatsächlich aber nur von wenigen Touristen besucht, da sie in der Vergangenheit mehrfach Ort terroristischer Anschläge gewesen ist; die Gebiete westlich von Jammu gehören zu den gefährlichsten Gegenden Indiens.
Jammu ist 50 km von der pakistanischen Stadt Sialkot in Punjab entfernt.

## Klima
Jammu hat wie das übrige nordwestliche Indien ein feuchtes subtropisches Klima. Der Juni ist der heißeste Monat und die Höchsttemperaturen liegen im Schnitt bei 41 °C. Im Januar ist es am kältesten, die Tiefsttemperaturen liegen im Schnitt bei 7 °C und manchmal auch unter dem Gefrierpunkt.
Der durchschnittliche Jahresniederschlag beträgt 1100 mm. Der größte Teil davon fällt von Juni bis Oktober, doch können auch die Winter ziemlich nass sein.
|                       | Jan  | Feb  | Mär  | Apr  | Mai  | Jun  | Jul   | Aug   | Sep   | Okt  | Nov  | Dez  |   |      |
| Mittl. Tagesmax. (°C) | 18,5 | 21,4 | 26,4 | 32,8 | 38,1 | 39,6 | 35,0  | 33,3  | 33,3  | 31,4 | 26,5 | 21,0 | ⌀ | 29,8 |
| Mittl. Tagesmin. (°C) | 7,7  | 10,1 | 14,3 | 19,8 | 24,7 | 26,8 | 25,2  | 24,7  | 23,3  | 18,7 | 13,1 | 9,0  | ⌀ | 18,1 |
|                       |      |      |      |      |      |      |       |       |       |      |      |      |   |      |
| Niederschlag (mm)     | 60,2 | 63,0 | 62,0 | 34,7 | 25,4 | 79,8 | 351,2 | 318,4 | 141,6 | 24,4 | 10,1 | 31,2 | Σ | 1202 |
|                       |      |      |      |      |      |      |       |       |       |      |      |      |   |      |
| Regentage (d)         | 3,7  | 5,4  | 5,9  | 4,8  | 4,3  | 6,2  | 13,9  | 13,5  | 5,9   | 2    | 1,8  | 3,7  | Σ | 71,1 |

| 7,7 |

| 10,1 |

| 14,3 |

| 19,8 |

| 24,7 |

| 26,8 |

| 25,2 |

| 24,7 |

| 23,3 |

| 18,7 |

| 13,1 |

| 9,0 |

| 7,7 |

| 10,1 |

| 14,3 |

| 19,8 |

| 24,7 |

| 26,8 |

| 25,2 |

| 24,7 |

| 23,3 |

| 18,7 |

| 13,1 |

| 9,0 |

## Geschichte
Jammu war die Winterresidenz des Maharadschas des Fürstenstaates Kashmir und Jammu, den man in Indien meist nach dem hinduistisch geprägten Jammu nannte, während die Europäer meist von Kashmir sprachen. Zwischen 1867 und 1877 gab die Staatspost des Maharadschas von Kashmir und Jammu Briefmarken unter dem Namen Jammu heraus. Die Provinz Jammu war um 1900 rund 40.000 km² groß und zählte 940.000 Einwohner.

## Söhne und Töchter der Stadt
- Hari Singh (1895–1961), letzter regierender Maharadscha des Fürstenstaates von Jammu und Kaschmir
- Mahbub ul Haq (1934–1998), pakistanischer Ökonom
- Shiv Kumar Sharma (1938–2022), Santurvirtuose
- Rajeev Motwani (1962–2009), Informatiker